# بارق (قبیله)
بارق یکی از قبائل عرب اصلیِ عربستان سعودی بود، بارق متعلق به قبیله باستانی ازد است که بسیاری از خاندان‌ها به آن تعلق دارند تا آنجا که به عنوان اصل و نسب مطرح است، اوس و خزرج و بنی‌خزاعه بانو، و دیگران همه به آل-ازد تعلق دارد. قبیلهٔ بارق پس از ویرانیِ سد مأرب برای سومین بار در قرن اول پیش از میلاد مهاجرت کرده بودند.
کایتانی بر آن است که قبیلهٔ بارق پس از ظهور اسلام بر شرک خود باقی ماندند. اما به نوشتهٔ ابن سعد، در «عام الوفود» هیئتی از بارق نزد پیامبر اسلام آمدند و اسلام آوردند، و با محمد پیمان بستند. از همراهی این قبیله با مسلمانان در جنگ‌های نخستین اسلامی نیز شواهد فراوانی وجود دارد.

## بزرگان و مشاهیر بارق
- عروة بن جعد بارقی.
- ام‌الخیر بنت حریش.
- حذیفة بارقی.
- سراقةبن مرداس بارقی. شاعر و اهل ذوق بود و بسیار به نزد پادشاهان می‌رفت و خوش سخن بود.
- معقر بارقی: از شاعران عرب دوران جاهلی بود.
- عرفجه بن هرثمه بارقی: رجوع به هرثمة و اصحاب جزایر شود.
- عبداﷲ علی بن عبداﷲ بارقی:وی از عبدالله بن عمر روایت کرده. مجاهد گوید: علی ازد در رمضان در هر شب قرآن ختم می‌کرد.
- حیان بن ایاس بارقی ازدی: از صحابه بود و از ابن عمر روایت کرد و شعبه از وی روایت دارد.
- ابوالنصر عاصم بن هلال بارقی: از صحابه و امام مسجد ایوب سختیانی بود.
- عمروبن نعجة یشکری بارقی: وی از علی روایت کرد و ابواسحاق سبعی از او روایت دارد.